# 特勒尔山 (得克萨斯州)
特勒尔山（英語：Terrell Hills）是一个位于美国得克萨斯州贝克萨尔县富裕的，有祖传财产的城市。位于圣安东尼奥市中心的东北部5英里。这是一个由三座城市所组成的其中一部分——特勒尔山，阿拉莫和奥尔莫斯公园，位于圣安东尼奥的住宅区，圣安东尼奥中城，圣安东尼奥市中心和休斯敦山姆堡（一个美国陆军岗位）。特勒尔山与阿拉莫西方接壤，东面与休斯敦山姆堡接壤，在圣安东尼奥住宅区以北，和圣安东尼奥南面的近东侧。是圣安东尼奥都市统计区的一部分。
社区是命名来自弗雷德里克·特勒尔博士，一个当地银行行长且曾担任过1901年的圣安东尼奥市市长。社区的发展始于1919年，当特雷尔博士为了创造一个称为“特勒尔山社区”的协会卖掉了22.5英亩（91000平方米）的私有财产。这个组织管理了整个社区直到1939年，当它慢慢地逐渐整合为一个直辖市。1945年，圣安东尼奥市政府试图建立新直辖市，但新市政当局不允许有这个选举，无论是特勒尔山或圣安东尼奥，但特勒尔山成功提起诉讼，阻止吞并。十二年后，在1957年，社区采取了地方自治宪章。